# Előrengés
Egy földrengés előrengése egy erősebb földmozgást (a főrengést) időben megelőző, földrajzilag kapcsolódó kisebb rengés. Azt, hogy melyik a főrengés, az előrengés és az utórengés csak az esemény után dönthető el. Ha tehát az eredeti földmozgásnál erősebb utórengés következne be, akkor azt fogják főrengésnek tekinteni, a korábbi főrengést pedig előrengéssé minősítik vissza.

## Előfordulása
Az ismert, közepestől nagy erejűig terjedő földrengések 40%-ánál észleltek előrengéseket, a 7,0 erősséget elérők esetében mintegy 70%-nál.
Az előrengés tipikusan néhány perccel, órával vagy nappal előzi meg a főrengést; ez az időszak jóval hosszabb is lehet, például a 2002. novemberi szumátrai földrengést a 2004-es indiai-óceáni földrengés és szökőár előrengésének tekintik, ami több mint két évvel előzte meg a fő eseményt.
Néhány nagy erejű földrengésnél (M>8,0) egyáltalán nem mutattak ki előrengéseket, ilyen volt az M=8,7 erősségű 1950-es asszámi földrengés.
Egy-egy konkrét földrengésnél nehéz igazolni, hogy az előrengések gyakorisága növekedik a rengés előtt, de sok esemény közös vizsgálata nyilvánvalóvá teszi azt. Kimutatták, hogy a főrengés előtti növekedés inverz hatványfüggvénnyel írható le. Ez vagy arra utalhat, hogy az előrengések olyan feszültségeket váltanak ki, ami végül a főrengéshez vezet, vagy arra, hogy az előrengések gyakorisága a környéken a feszültség általános növekedését követi.

## Mechanikája
Számos földrengés előrengéseinek elemzése után arra a következtetésre lehet jutni, hogy az előrengések a nukleációt előkészítő folyamat részei.
A földrengés kialakulásának egyik modellje szerint a kőzetfeszültség halmozódása először egy nagyon pici eseményt vált ki, ami egy nagyobbat indít meg, amíg a főrengés meg nem indul. Egyes előrengések elemzésénél azonban azt mutatták ki, hogy inkább levezetik a feszültséget a törés környékén. Ezt figyelembe véve az előrengések és az utórengések ugyanannak a folyamatnak a részei lehetnek, amit az egyes eseményekhez tartozó elő- és utórengések száma közötti összefüggés is alátámaszt.

## Földrengés-előrejelzés
Ha egy régióban megnövekszik a szeizmikus aktivitás, azt elvileg fel lehet használni földrengések időpontjának előrejelzésére. Ennek legismertebb példája az 1975-ös liaoningi földrengés, ahol az előrengések miatt evakuálták a várost. A földrengések túlnyomó többségét azonban nem előzik meg jól értelmezhető előrengések, a kisebb földrengések nagy része pedig nem előrengés, így ez a módszer a hamis riasztások miatt a gyakorlatban használhatatlan.
Egyes óceáni transzform vetők  azonban jól meghatározott előrengéses aktivitást mutatnak a fő szeizmikus eseményt megelőzően. A korábbi események és előrengések adatai azt mutatják, hogy ezeknél kevés utórengés és sok előrengés jelentkezik a kontinentális csapásirányú vetőkhöz képest, így a földrengések helye és ideje is jól előre jelezhető.

## Fordítás
- Ez a szócikk részben vagy egészben a Foreshock című angol Wikipédia-szócikk ezen változatának fordításán alapul.  Az eredeti cikk szerkesztőit annak laptörténete sorolja fel. Ez a jelzés csupán a megfogalmazás eredetét és a szerzői jogokat jelzi, nem szolgál a cikkben szereplő információk forrásmegjelöléseként.